# Mouloudia Chabab El Eulma
«  Mouloudia Club de Saint-Arnaud » et «  Mouloudia Club El Eulma » redirigent ici. Pour les autres significations, voir Mouloudia Club.
Maillots
Actualités
Dernière mise à jour : 9 avril 2024.
Le   Mouloudia Chabab El Eulma (en arabe : مولودية شباب العلمة), couramment abrégé en MC El Eulma ou encore en MCEE, est un club de algérien de football basé dans la commune d'El Eulma à Sétif.

## Epoque coloniale
|  |  | Défense de Saint-Arnaud 1936 | Défense de Saint-Arnaud 1936 | Défense de Saint-Arnaud 1936 | Défense de Saint-Arnaud 1936 | Défense de Saint-Arnaud 1936 | Défense de Saint-Arnaud 1936 |                                                |  |  |  |  |  | OM Saint-Arnaud 1942 | OM Saint-Arnaud 1942 | OM Saint-Arnaud 1942 | OM Saint-Arnaud 1942 | OM Saint-Arnaud 1942 | OM Saint-Arnaud 1942 |  |  |  |  |  |  |  |  |  |  |  |  |
|  |  | Défense de Saint-Arnaud 1936 | Défense de Saint-Arnaud 1936 | Défense de Saint-Arnaud 1936 | Défense de Saint-Arnaud 1936 | Défense de Saint-Arnaud 1936 | Défense de Saint-Arnaud 1936 |                                                |  |  |  |  |  | OM Saint-Arnaud 1942 | OM Saint-Arnaud 1942 | OM Saint-Arnaud 1942 | OM Saint-Arnaud 1942 | OM Saint-Arnaud 1942 | OM Saint-Arnaud 1942 |  |  |  |  |  |  |  |  |  |  |  |  |
|  |  |                              |                              |                              |                              |                              |                              | Mouloudia Club Saint-Arnaudien 31 juillet 1950 |  |  |  |  |  |                      |                      |                      |                      |                      |                      |  |  |  |  |  |  |  |  |  |  |  |  |
|  |  |                              |                              |                              |                              |                              |                              |                                                |  |  |  |  |  |                      |                      |                      |                      |                      |                      |  |  |  |  |  |  |  |  |  |  |  |  |
|  |  |                              |                              |                              |                              |                              |                              |                                                |  |  |  |  |  |                      |                      |                      |                      |                      |                      |  |  |  |  |  |  |  |  |  |  |  |  |

L'histoire du football à El Eulma a commencé au cours du  XXe siècle, et a vu la création de plusieurs équipes qui ont défendu les couleurs de la ville,
comme la dénommée Défense de Saint-Arnaud (DSA).
La Défense de Saint-Arnaud, composée en majorité des joueurs français (même les couleurs des maillots étaient bleu, blanc et rouge) avec quelques licenciés musulmans qu'elle faisait jouer le plus souvent en équipe réserve.
Le 13 décembre 1942, avec la montée du mouvement national pendant la Seconde Guerre mondiale est créé l'ancêtre du MCEE dénommé Olympique Musulmane de Saint-Arnaud ayant pour sigle OMSA.
Le premier comité de l’OMSA était composé comme suit :
- LOUNIS Mohamed Salah : Président
- SALEM Belkacem : Vice-président
- MEKIDECHE Ali : Secrétaire général
- DJILANI Abderrahmane : Secrétaire général adjoint
- HABICHE El Hadj : Trésorier général
- LAKHAL Amor : Trésorier adjoint
- BAHLOULI Brahim : Directeur sportif
- LAIFA Amar : Assesseur
- MAIZA Abderrahmane : Assesseur
- DARDAR Rabie : Assesseur
- ZOURIK Ali : Assesseur
- NASRI Hamlaoui : Assesseur

La première équipe de l’OMSA se composait comme suit :
- SAADOUNE Bouzid : Gardien de but
- DJAAFER Mohamed : Arrière droit
- BOUCHAREB Hannachi : Arrière gauche
- ABAS Ahmed : Demi-centre
- HAMDI Abdelkader : Demi-gauche
- BELFADEL Boudjemaa : Ailier droit (capitaine)
- BOUCIF Tahar : Inter droit
- ZOUZOU Mohamed : Avant centre
- BOUANANE Belkacem : Inter gauche
- DJEMILI Nouari : Ailier gauche

Après les manifestations du 8 mai 1945 qui ont vu l'OMSA et les SMA prendre une part active à cet événement, le club OMSA fut suspendu de toutes activités par une décision du préfet de Constantine Lestrade Carbonnel.
Il a fallu attendre l'amnistie générale de 1946 pour qu'il puisse reprendre ses activités,
En 1948, des militants du MTLD fondent le Widad de Saint Arnaud (WSA).
En 1950 La fusion de ces deux clubs donne le Mouloudia Club de Saint Arnaud (MCSA).

## Après l'indépendance (1962)
Après l'indépendance, le nom de la ville de Saint-Arnaud est changé en El Eulma, ainsi que le nom de l'équipe qui  devient MCEE.
Le MC El Eulma commence dans les divisions inférieures, lors des saisons 1972-73 et 1973-74, le MCEE a raté de peu son accession en Division 2, en 1991, l'équipe revient encore en division 2 pour évoluer quelques saisons avant de redescendre une fois de plus. Après son retour en division 2 en 2001 le MCEE a pu se hisser pour la première fois de son histoire en division 1 lors de la saison 2007-2008 après terminé champion, c'était la seule équipe à avoir assuré son billet pour la division 1 avant la dernière journée. Elle doit en grande partie son accession à son attaquant vedette Farès Fellahi auteur de 22 buts cette saison-là. Depuis cela, le club a réussi à se maintenir dans la division 1.
Le 6 novembre 2012, Rachid Belhout est nommé entraîneur. Le 28 février 2013, Raoul Savoy prend en main la destinée technique du club. Il est accompagné par son adjoint, le Camerounais et ex-international des Lions Indomptables, Hans Agbo.
Le 29 mai 2015, et malgré leur victoire sur le score sans rappel de 3 à 0 face à l'ASM Oran et le faite d'être classée meilleure attaque du championnat, d'avoir dans ses rangs le meilleur buteur du championnat, Walid Derrardja avec 16 buts et d’être qualifiée à la phase des pôles de la prestigieuse compétition africaine la ligue des champions, le MCEE connaîtra la relégation après 7 ans de présence en Ligue 1.

## Résultats sportifs

### Palmarès
| Compétitions nationales          | Compétitions internationales                                          |
| -------------------------------- | --------------------------------------------------------------------- |
| - Ligue 2 (1) - Champion : 2008. | crée le parcours international et les saisons du mcee en national une |

| Compétitions jeunes                                                                                  |
| --- |
| - Coupe d'Algérie Junior - Finaliste : 1966 et 2008. - Coupe d'Algérie Cadet (1) - Vainqueur : 2016. |

### Participation internationale
Le Mouloudia Chabab El Eulma participe pour la 1re fois de son histoire dans une compétition internationale en 2015, en l'occurrence la Ligue des Champions d'Afrique, ou il réussit à atteindre la phase des poules (1/4 de finale) grâce à un effectif assez riche et un entraîneur de renom Jules Accorsi, Un exploit rarement réalisé par les autres équipes algériennes.

### Classement en championnat d'Algérie par saison
- 1962-63 : C-H Gr. est Gr. VI, 4e
- 1963-64 : D-H Gr. est, 6e
- 1964-65 : D2, Gr. Est, ?e
- 1965-66 : D2, Gr. Est, 14e
- 1966-67 : D3, Gr. Est, 10e
- 1967-68 : D3, Gr. Est, 9e
- 1968-69 : D3, Gr. Est, 4e
- 1969-70 : D3, Gr. Est, ?e
- 1970-71 : D3, Gr. Est, 1er
- 1971-72 : D2, Gr. Est, 8e
- 1972-73 : D2, Gr. Est, 8e
- 1973-74 : D2, Gr. Est, 8e
- 1974-75 : D2, Gr. Est, 5e
- 1975-76 : D2, Gr. Est, 9e
- 1976-77 : D2, Gr. Est, 11e
- 1977-78 : D2, Gr. Est, 9e
- 1978-79 : D2, Gr. Est, 13e
- 1979-80 : D3, Gr. Est, ?e
- 1980-81 : ?
- 1981-82 : ?
- 1982-83 : ?
- 1983-84 : ?
- 1984-85 : ?
- 1985-86 : ?
- 1986-87 : D3, Gr. Est, 3e
- 1987-88 : D3, Gr. Est, ?e
- 1988-89 : D3 LRF Batna, ?e
- 1989-90 : D3 LRF Batna 3e
- 1990-91 : D3 Gr. est, 1er
- 1991-92 : D2 Gr. est, 11e
- 1992-93 : D2 Gr. est, 11e
- 1993-94 : D2 Gr. est, 10e
- 1994-95 : D2 Gr. est, 12e
- 1995-96 : D2 Gr. est, 12e
- 1996-97 : D2 Gr. est, 11e
- 1997-98 : D2 Gr. est, 11e
- 1998-99 : D2 Gr. est, 11e
- 1999-00 : D3 Gr. est, 12e
- 2000-01 : D3 Gr. est, 1er
- 2001-02 : D2 Gr. centre-est, 13e
- 2002-03 : D2 Gr. est, 6e
- 2003-04 : D2 Gr. est, 3e
- 2004-05 : D2, 7e
- 2005-06 : D2, 9e
- 2006-07 : D2, 4e
- 2007-08 : D2, 1er
- 2008-09 : D1, 8e
- 2009-10 : D1, 14e
- 2010-11 : Ligue 1, 13e
- 2011-12 : Ligue 1, 11e
- 2012-13 : Ligue 1, 8e
- 2013-14 : Ligue 1, 4e
- 2014-15 : Ligue 1, 14e
- 2015-16 : Ligue 2, 5e
- 2016-17 : Ligue 2, 9e
- 2017-18 : Ligue 2, 13e
- 2018-19 : Ligue 2, 6e
- 2019-20 : Ligue 2, 7e
- 2020-21 : D2 Gr. est, e

### Résultats en Coupe d'Algérie par saison
| Saison  | Tour        | Matchs                | Résultats     |
| ------- | ----------- | --------------------- | ------------- |
| 1962-63 | 1/8 finale  | ES Mostaganem         | 1-0           |
| 1963-64 | ?           |                       | ?             |
| 1964-65 | 1/32 finale | JBAC Annaba           | 2-1           |
| 1965-66 | 1/32 finale | AS Ain M'lila         | 4-2           |
| 1966-67 | 1/16 finale | AS Ain M'lila         | 2-0           |
| 1967-68 | ?           |                       | ?             |
| 1968-69 | ?           |                       | ?             |
| 1969-70 | 1/32 finale | JS Djijel             | 4-0           |
| 1970-71 | ?           |                       | ?             |
| 1971-72 | ?           | ?                     | ?             |
| 1972-73 | 1/32 finale | USM Sétif             | 1-0           |
| 1973-74 | 1/32 finale | ES Sétif              | 1-0           |
| 1974-75 | 1/32 finale | AS Ain M'lila         | 0-0           |
| 1975-76 | 1/16 finale | ES Sétif              | 3-0           |
| 1976-77 | ?           | ?                     | ?             |
| 1977-78 | ?           | ?                     | ?             |
| 1978-79 | ?           | ?                     | ?             |
| 1979-80 | ?           | ?                     | ?             |
| 1980-81 | ?           | ?                     | ?             |
| 1981-82 | ?           | ?                     | ?             |
| 1982-83 | ?           | ?                     | ?             |
| 1983-84 | ?           | ?                     | ?             |
| 1984-85 | 1/16 finale | Nadi Alger (Casoral)  | 3-2 a.p       |
| 1985-86 | ?           | ?                     | ?             |
| 1986-87 | ?           | ?                     | ?             |
| 1987-88 | ?           | ?                     | ?             |
| 1988-89 | ?           | ?                     | ?             |
| 1989-90 | N.J         | N.J                   | N.J           |
| 1990-91 | ?e T.R      | ?                     | ?             |
| 1991-92 | 1/8 finale  | JS Kabylie            | 1-0           |
| 1992-93 | N.J         | N.J                   | N.J           |
| 1993-94 | ?           | ?                     | ?             |
| 1994-95 | 1/32 finale | ASUC Batna            | 1-0           |
| 1995-96 | ?           | ?                     | ?             |
| 1996-97 | 1/32 finale | MB Bouira             | 0-0 t.a.b     |
| 1997-98 | 1/16 finale | HAMR Annaba           | 3-0           |
| 1998-99 | 1/32 finale | GC Mascara            | 2-1           |
| 1999-00 | ?           | ?                     | ?             |
| 2000-01 | 1/16 finale | SA Mohamadia          | 1-0           |
| 2001-02 | ?           | ?                     | ?             |
| 2002-03 | 1/64 finale | JS Ouled Khelouf      | 2]1           |
| 2003-04 | 1/32 finale | MC Alger              | 1-0           |
| 2004-05 | 1/8 finale  | WA Tlemcen            | 3-1           |
| 2005-06 | 1/8 finale  | ASM Oran              | 1-1 t.a.b 4-3 |
| 2006-07 | 1/32 finale | MC Mekhadma           | 1-0           |
| 2007-08 | 1/16 finale | ASO Chlef             | 2-0           |
| 2008-09 | 1/4 finale  | CA Bordj Bou Arreridj | 1-0 a.p       |
| 2009-10 | 1/16 finale | USM Annaba            | 1-0           |
| 2010-11 | 1/8 finale  | JS Kabylie            | 2-1           |
| 2011-12 | 1/16 finale | AS Khroub             | 1-0           |
| 2012-13 | 1/16 finale | USM El Harrach        | 4-2 a.p       |
| 2013-14 | 1/32 finale | JSM Tiaret            | 3-2           |
| 2014-15 | 1/16 finale | JS Kabylie            | 2-2 t.a.b 4-1 |
| 2015-16 | 1/16 finale | CRB Ain Fakroun       | 1-1 t.a.b 4-1 |
| 2016-17 | 1/32 finale | MC Oran               | 2-0           |
| 2017-18 | 1/32 finale | Paradou AC            | 3-0           |
| 2018-19 | 1/32 finale | US Remchi             | 1-0           |
| 2019-20 | 1/64 finale | CB Mila               | 2-1           |

## Personnalités du club

### Joueurs emblématiques
- Kharchi Ahmed (dit Crampi)
- Rouai Amar
- Nemir Chebli
- Aid Abdelkader (dit Kamitch)
- Sarroub Abderahmane
- Hedna Mustapha
- Nemir Chebli
- Belhadj Abdelaziz
- Guenoud Hamoudi
- Zendik M'barek (dit Koko)
- Hamdi Salah (dit Zettati)
- Hamdi Ahmed (dit Gaa)
- Hamdi Abdelkader
- Meziane-Cherif Amar (dit Dac)
- Sabri Salah (dit Negro)
- Hachani Abdelhamid
- Boukharouba Bachir (dit Khotta)
- Helassa Bachir
- Hareche Amar
- Bouchareb Hannachi (dit Terbagui)
- Haider Bachir
- Sid Abdelhamid
- Hedna Mustapha
- Mourad Boudjelida
- Walid Derardja
- Fayçal Hebbaïche

### Entraîneurs
- Rachid Belhout (2008–09)
- Jacques Castellan (July 1, 2009 – Feb 20, 2010)
- Hakim Malek (July 1, 2010 – Dec 14, 2010)
- Madjid Taleb (July 1, 2011 – June 30, 2012)
- Liamine Boughrara (April 17, 2012 – June 30, 2012)
- Abdelkader Yaïche (June 28, 2012 – Nov 6, 2012)
- Rachid Belhout (Oct 3, 2012 – Feb 24, 2013)
- Raoul Savoy (Feb 26, 2013 – June 30, 2013)
- Abdelkader Yaïche (July 1, 2013 – Dec 11, 2013)
- Hans Agbo (interim) (Dec 12, 2013 – Dec 31, 2013)
- Jules Accorsi (Jan 1, 2014)
- Denis Goavec (2014)

### Présidents
- Arras Herrada
- Hammou Bouden
- Bourdim Samir
- Saidi Sofiane

### Effectifs actuels
- Gardien :
- Farès Belkerrouche

- Hamza Souyad

- Défenseur central :
- Maamar
- Abdelhak Boudoukha
- Défenseur lateral :
- Faycal Kherifi
- Rachid Benharoun
- Mohamed Amine Senouci
- Sofiane Boutebba
- Milieu défensif :
- Belkacem Niati
- Farid Daoud
- Aimen Charef
- Milieu offensif :
- Mohamed Ismail Kherbache
- Rami Chinoune
- Omar Benthabet
- Attaquant :
- Mohamed Sami Guerchouche
- Abderrahmane Dairi
- Mohamed Ridha Djahdou
- Yanis Benmouhoub

## Identité du club

### Couleurs
Les couleurs du Mouloudia Chabab El Eulma sont le Vert et Rouge inspiré de l'autre Mouloudia.

### Logos

Ancien logo du club
Logo actuel du club

### Amitié et rivalité

#### Clubs amis
- MC Alger
- CS Constantine

#### Clubs rivaux
- ES Sétif (derby)
- CA Bordj Bou Arreridj
- MO Béjaïa

## Structures du club

### Infrastructures
Les matchs de l'équipe Mouloudia Chabab El Eulma se déroulent dans le stade Messaoud-Zeghar, le principal stade de la commune d'El Eulma. Le stade a été inauguré en 1994.

### Sponsors
- APC d'El Eulma

### Équipementier
- Rina Sport